# Baldevins bröllop (film)
Baldevins bröllop är en svensk komedifilm från 1938 i regi av Emil A. Pehrsson och Gideon Wahlberg. I rollerna ses bland andra Edvard Persson, Arthur Fischer och Bullan Weijden.
Förlagan var pjäsen Baldevins bröllop av den norske författaren Vilhelm Krag. Pjäsen omarbetades till filmmanus av Wahlberg och Persson. Olle Ekman var fotograf, Erik Baumann kompositör och Pehrsson klippare. Inspelningen ägde rum under 1938 i Europafilms studio i Sundbyberg samt i Göteborg, Stenungsunds herrgård, Fjällbacka och Bohusläns skärgård. Filmen premiärvisades den 24 september på biograferna Plaza och Astoria i Stockholm. Den var 105 minuter lång och barntillåten.
Filmen var Emil A. Pehrssons första långfilmsregi. I en intervju 1975 förklarade han att Europafilm bad honom att ta över filmens regi från Wahlberg när denne misslyckats med att ta fram ett dugligt filmmaterial, trots längre inspelningar.

## Handling
Filmen handlar om hamnsjåaren Baldevin.

## Rollista
- Edvard Persson – Baldevin, hamnsjåare
- Arthur Fischer – Sörensen, kapten
- Bullan Weijden – fru Sörensen
- Dagmar Ebbesen – fru Lisa Westman
- Björn Berglund – Johan, "Havets son"
- John Ekman – Johnsson
- Elsa Holmquist – Astrid, Johnssons dotter
- Lisskulla Jobs – Sofi, Johnssons hembiträde
- Tom Walter – Karlsson
- Alma Bodén – Johnssons hushållerska
- Allan Waldner – hamnsjåare, ersättare för Edvard Persson i badscenerna